# Gérard d'Avesnes
Gérard d'Avesnes est le fils de Wédric II d'Avesnes, il accompagna Godefroy de Bouillon lors de la première croisade, avec Eustache de Berlaimont et Gilles de Chin.
Il trouva la mort lors du siège d'Antipatride. Auparavant pris comme otage au siège d'Arsuf entre octobre et décembre 1099, il fut attaché par les assiégés au mât de la forteresse où se dirigeaient les coups des croisés.